# Орандж (Міссурі)
Орандж (англ. Oran) — місто (англ. city) в США, в окрузі Скотт штату Міссурі. Населення — 1195 осіб (2020).

## Географія
Орандж розташований за координатами 37°5′8″ пн. ш. 89°39′12″ зх. д. / 37.08556° пн. ш. 89.65333° зх. д. (37.085673, -89.653207).  За даними Бюро перепису населення США в 2010 році місто мало площу 2,81 км², уся площа — суходіл.

## Демографія
Згідно з переписом 2010 року, у місті мешкали 1294 особи в 518 домогосподарствах у складі 360 родин. Густота населення становила 461 особа/км².  Було 566 помешкань (202/км²).
Расовий склад населення:
| - 97,7 % — білих - 1,5 % — чорних або афроамериканців |

До двох чи більше рас належало 0,8 %. Частка іспаномовних становила 1,5 % від усіх жителів.
За віковим діапазоном населення розподілялося таким чином: 27,1 % — особи молодші 18 років, 57,1 % — особи у віці 18—64 років, 15,8 % — особи у віці 65 років та старші. Медіана віку мешканця становила 38,3 року. На 100 осіб жіночої статі у місті припадало 99,4 чоловіків;  на 100 жінок у віці від 18 років та старших — 92,8 чоловіків також старших 18 років.
Середній дохід на одне домашнє господарство  становив 50 740 доларів США (медіана — 39 700), а середній дохід на одну сім'ю — 60 300 доларів (медіана — 51 375). Медіана доходів становила 39 545 доларів для чоловіків та 29 524 долари для жінок. За межею бідності перебувало 15,2 % осіб, у тому числі 9,6 % дітей у віці до 18 років та 28,4 % осіб у віці 65 років та старших.
Цивільне працевлаштоване населення становило 655 осіб. Основні галузі зайнятості: освіта, охорона здоров'я та соціальна допомога — 22,1 %, виробництво — 17,3 %, роздрібна торгівля — 12,1 %, будівництво — 11,0 %.